# فخر الدين علي
فخر الدين علي أو صاحب أتا كان مسؤولاً عن العديد من المراكز المروقة في المحكمة في ظل سلطنة سلاجقة الروم من سنة 1250 حتى سنة وفاته 1288 واصبح شخصية مهيمنة بعد وفاة پروانه معين الدين سليمان في سنة 1277 .ورويذكر له الفضل في تأسيس أفضل لمؤسسات خيرية مدن مختلفة ضمن السلطنة. كما بنى العديد من الأبنية المعمارية عالية الطراز في سيواس.
أنشء أبناء فخر الدين إمارة صاحب أتا والتي استمرت لفترة قصيرة تمركزت في أفيون قره حصار وانتهت بعد ضمها إلى إمارة كرمايان